# Музей традиций и барок Женевского озера

Музей традиций и барок Женевского озера (фр. Musée des Traditions et des Barques du Léman) — музей, посвященный традиционному судоходству на Женевском озере и другим аспектам истории региона Женевского озера. Расположен в швейцарской коммуне Сен-Жингольф (кантон Вале), находящейся на границе с Францией (с французской стороны находится коммуна Сен-Жингольф, фактически обе коммуны образуют одну деревню). Музеем заведует швейцар-французская ассоциация «Друзья музея традиций и барок Женевского озера» (фр. Les Amis du Musée des Traditions et des Barques du Léman).
Музей занимает часть помещений замка Сен-Жингольф. В музее размещены экспозиции, посвящённые истории коммуны Сен-Жингольф (включая местные ремёсла, промыслы и т. п.) и традиционным баркам Женевского озера. В прошлом Сен-Жингольф был главным центром строительства таких барок. В музее можно увидеть коллекцию моделей барок и других судов, использовавшихся на Женевском озере. Также есть экспозиция, посвящённая истории пароходов Женевского озера.